# Chad Gallagher
Pour les articles homonymes, voir Gallagher.
Chad Gallagher, né le 30 mai 1969, à Rockford, en Illinois, est un ancien joueur américain de basket-ball. Il évolue au poste de pivot.

## Palmarès
- Joueur de l'année de la Missouri Valley Conference 1991